# Martijn Meijer
Martijn Meijer (Heerlen, 28 november 1991) is een Nederlandse handbalspeler die sinds 2024 bij Limburg Lions speelt.

## Biografie
Meijer begon met handballen op 6-jarige leeftijd en doorliep de jeugdopleiding bij BFC. Op 15-jarige leeftijd debuteerde hij onder leiding van coach Harold Nüsser in de eredivisie. Bij de oprichting van het samenwerkingsverdrag Tophandbal Zuid-Limburg ging Meijer spelen voor Limburg Wild Dogs. In het opvolgende seizoen ging hij spelen bij de hoofdmacht Limburg Lions. In het seizoen 2011/2012 werd Meijer uitgeroepen tot beste rechterhoek van de eredivisie. Meijer maakte in 2014 de overstap naar Tongeren, waar hij met de club Belgisch kampioen werd en de Belgische beker won. In 2018 verruilde Meijer Tongeren om voor Achilles Bocholt te spelen. Tijdens de twee jaar dat Meijer voor Achilles Bocholt uitkwam werd er de BENE-League, Belgisch landskampioenschap en de Belgische beker gewonnen. Op 23 november 2019 scheurde Meijer zijn patellapees af van zijn rechterknie, waardoor hij ernstig geblesseerd raakte. Tijdens zijn revalidatieproces besloot Meijer in de zomer van 2020 te terugkeren naar BFC. In 2024 besloot Meijer om BFC te verlaten om bij het geschaafde Limbug Lions terug te keren. 
Tevens kwam Meijer uit voor nationaal team.